# Clara Furse
Dame Clara Furse, née le 16 septembre 1957, est une femme d'affaires originaire de Jonquière, une ville du Québec, au Canada. 
Elle a étudié partout dans le monde avant de devenir, en 2001, la directrice de la Bourse de Londres (London Stock Exchange ou LSE). Elle a remplacé à ce poste Donald G. Cruickshank. 
En 2008, le magazine Fortune lui décerna la 85e place dans son classement des 100 femmes les plus puissantes du monde.